# Légistique
En droit, la légistique est l'ensemble des méthodes et conventions de rédaction des textes normatifs (lois, décrets, etc.).

## Définition
Selon le professeur Jacques Chevallier, la légistique est une « science appliquée », c’est-à-dire une discipline essentiellement orientée vers ses applications concrètes. Elle vise à étudier les techniques de rédaction du droit et à retenir celles de meilleure qualité. Il s’agit ainsi d’une discipline au carrefour du droit, de la linguistique et de la sociologie. Autrement dit, c'est l'ensemble des règles nécessaires à la rédaction et à la conception des textes réglementaires et législatifs. Il s'agit de principe de méthode qui ont pour ambition de rationaliser la formation, la production et d'assurer l'efficacité ainsi que la cohérence des textes. Jean Masquelin et Sylvain Frey sont à l'origine de l'expression « légistique ».

## Histoire
Déjà dans son ouvrage majeur De l’esprit des lois,  Montesquieu exprime des réflexions qui se rapportent à la question de la rédaction des lois. Parmi ces aphorismes, plusieurs préfigurent des questions qui se poseront à nouveau lors de la codification napoléonienne :
- « Il est bon quelquefois que les lois ne paraissent pas aller si directement au but qu’elles se proposent. »
- « Il ne faut pas faire par les lois ce qu’on peut faire par les mœurs. »
- « Les lois inutiles affaiblissent les nécessaires. »

Néanmoins, ces préoccupations propres à la légistique sont premièrement énoncées par le juriste Jean-Étienne-Marie Portalis. Co-auteur du Code civil des Français de 1804, il est l’auteur d’un discours introductif au Code, qui décrit les problématiques propres à la législation et à ses excès. De son intervention sont retenus de nombreux aphorismes qui servent de base théorique aux réflexions sur la légistique :
- « Le législateur exerce moins une autorité qu’un sacerdoce. Il ne doit point perdre de vue que les lois sont faites pour les hommes, et non les hommes pour les lois »
- « Tout simplifier est une opération sur laquelle on a besoin de s’entendre. Tout prévoir est un but qu’il est impossible d’atteindre. »
- « Il ne faut point de lois inutiles ; elles affaibliraient les lois nécessaires »
- « Quand la loi est claire, il faut la suivre ; quand elle est obscure, il faut en approfondir les dispositions. Si l’on manque de loi, il faut consulter l’usage ou l’équité. »
- « La loi statue sur tous : elle considère les hommes en masse, jamais comme particuliers. »

Jeremy Bentham, en Angleterre, pose en 1802 des règles de légistique applicables aux codes dans son Traité de législation civile et pénale : « La volonté du législateur ne se sera point placée dans l'esprit du citoyen, ou n'y sera pas exactement, 1° lorsque les paroles de la loi ne présentent pas des propositions intelligibles ; 2° lorsqu'elles ne présentent qu'une partie de l'idée qu'on a voulu faire naître ; 3° lorsqu'elles présentent une proposition différente de celle qui était dans l'intention du législateur ; 4° lorsqu'elles renferment des propositions étrangères conjointement avec la proposition principale. »
Néanmoins, la première véritable œuvre inspirée par la légistique, même si elle n’en porte pas le nom, est effectuée avec le Code civil suisse du 10 décembre 1907. Son principal initiateur, le juriste Eugen Huber, se vante d’avoir « réussi presque constamment à n’avoir jamais plus de trois alinéas par article ». Ces alinéas sont très souvent constitués d’une seule phrase. Ces directives sont reprises dans les recommandations de l’Office fédéral de la justice : « Les subdivisions (alinéa, article, section […]) ne devraient être ni trop courtes, ni trop longues. Il convient, pour cette raison, de se souvenir de la règle formulée par Eugen Huber […], soit : 1. Trois alinéas par article au maximum ; 2. Une phrase par alinéa ; 3. Une idée par phrase ».

## La légistique contemporaine
C’est l’auteur Peter Noll qui initie la légistique contemporaine avec un ouvrage de référence . Il propose de suivre différentes étapes dites de « planification » avant de légiférer, passant par la définition du problème, l’analyse de la situation de fait, la description des objectifs poursuivis, la conception de solutions adéquates et l’évaluation prospective et rétrospective de la solution législation choisie. D’autres auteurs suisses poursuivent ces développements sur l’évaluation législative et la légistique comme Luzius Mader et Charles-Albert Morand.
En France, la légistique est introduite à l’ENA en 1977, et les IRA connaissent leurs premiers enseignements en la matière à la fin des années 1980. Une formation continue a été instaurée pour les agents de l’État au début des années 2010. Le Secrétariat général du gouvernement et la Direction des affaires civiles et du Sceau développent des formations internes à la légistique.
En Suisse, au niveau fédéral, la Chancellerie fédérale est compétente pour la coordination des travaux de légistique (« accompagnement législatif » dans la terminologie officielle), et, dans certains cas, l'Office fédéral de la justice. Elle a pour principe cardinal l’intelligibilité du droit. Une commission de l'administration fédérale, la Commission interne de rédaction, est chargée de veiller à l'uniformité linguistique et rédactionnelle des actes fédéraux.